# Whiskey Drinking Woman
Whiskey Drinking Woman är Overloads debutalbum. Den släpptes januari 1990. 

## Låtlista
1. Whiskey Drinking Woman
2. Cold War
3. Rain
4. On Stage
5. Caught In Hell
6. Touch Of Gold